# Shannon Lucid
Shannon Matilda Wells Lucid født 14. januar 1943, er en amerikansk astronaut. Hun har sat rekord som den kvinde der har været længst tid i rummet, i 188 døgn, det skete mens hun var om bord på rumstationen Mir i 1996. Rekorden varede til 2007 hvor Sunita Williams satte ny rekord på 195 døgn. Peggy Whitson har nuværende rekord2008.
Af uddannelse er hun Biokemiker og fik doktorgrad i 1973, og begyndte på astronaut-uddannelse i 1974 hos NASA. Hendes første rumfærgeflyvning var i 1985 og hendes sidste var i 1996.
Senest har hun været på kontrolcenteret i Houston som den der har kommunikationen (capcom) med besætningen på de bemandede rumflyvninger. Hun har haft rollen som capcom på følgende missioner: STS-114 i 2005, STS-116 i 2006, STS-118, STS-120 i 2007 og STS-122 og STS-124 i 2008.